# XXXVI Puchar Gordona Bennetta (balonowy)
36 Puchar Gordona Bennetta – zawody balonów wolnych o Puchar Gordona Bennetta zorganizowane w Stuttgarcie w Niemczech. Start nastąpił 19 września 1992 roku.

## Uczestnicy
Wyniki zawodów.
| Zajęte miejsce | Balon   | Załoga Pilot Pomocnik pilota      | Kraj                                 | Czas lotu [h] | Odległość [km] | Miejsce lądowania                |
| -------------- | ------- | --------------------------------- | ------------------------------------ | ------------- | -------------- | -------------------------------- |
| 1.             | D-ASPEN | David Levin James R. Herschend    | Stany Zjednoczone                    | 45:36         | 964,19         | Przemyśl (POL)                   |
| 2.             |         | Wilhelm Eimers Bernd Landsmann    | Niemcy                               | 45:19         | 882,70         | Kielce (POL)                     |
| 3.             |         | Josef Starkbaum Gerd Scholz       | Austria                              | 46:12         | 872,34         | Wola Szczygiełkowa, Kielce (POL) |
| 4.             |         | Gerold Signer Silvan Osterwalder  | Szwajcaria                           | 44:26         | 850,78         | Wojnicz (POL)                    |
| 5.             |         | Volker Kuinke Jürgen Schubert     | Niemcy                               | 43:17         | 807,94         | Piotrków Trybunalski (POL)       |
| 6.             |         | Rolf Sutter Kurt Frieden          | Szwajcaria                           | 40:41         | 799,54         | Jędrzejów (POL)                  |
| 7.             |         | Thomas Lewetz Silvia Wagner       | Austria                              | 54:28         | 797,56         | Dzierzgów (POL)                  |
| 8.             |         | Jacques Soukup Alan Fraenckel     | Wyspy Dziewicze Stanów Zjednoczonych | 39:30         | 670,87         | Ligota Turawska (POL)            |
| 9.             |         | John Mike Wallace Ronald G. Senez | Stany Zjednoczone                    | 47:09         | 591,77         | Senica (F_CHE)                   |
| 10.            |         | Karl Spenger Christian Stoll      | Szwajcaria                           | 37:35         | 587,63         | Niemcza (POL)                    |
| 11.            | SP-BWH  | Stefan Makné Grzegorz Antkowiak   | Polska                               | 62:09         | 584,32         | Ogrodnica (POL)                  |
| 12.            |         | Jonathan Harris Andrew Wilkinson  | Wielka Brytania                      | 23:03         | 514,96         | Krisonov (F_CHE)                 |
| 13.            |         | Bertrand Hennequet Vincent Leys   | Francja                              | 23:06         | 481,97         | Strizov (F_CHE)                  |
| 14.            |         | Heinz Brachtendorf Helma Sjuts    | Niemcy                               | 23:45         | 455,35         | Volevcice, Telc (F_CHE)          |